# Clementina Albéniz
Clementina Albéniz Pascual (Madrid, enero de  1853 - 5 de noviembre de 1946). Fue inspectora de Estudios de la Asociación para la Enseñanza de la Mujer (A.E.M.).
Era hermana del compositor Isaac Albéniz Pascual. Se formó en las Escuelas de Institutrices y Comercio de la Asociación, entre los años 1875 y 1877. Tras sus estudios se trasladó a Puerto Rico, invitada por Rafael María de Labra Cadrana, y allí dirigió uno de los colegios de la Sociedad de Instrucción Mayagüez.
Tuvo dos hijos, Sara y Víctor (que llegó a ser presidente de la A.E.M), fruto de su matrimonio con Víctor Ruiz Rojo. Tras la muerte de su marido volvió a España y desde 1881 a 1935 impartió en la A.E.M. clases de Primaria, Geografía, Francés, Gramática, Historia, etc.
Falleció en Madrid en 1946.

## Reconocimientos
Como reconocimientos a su labor educativa, en 1931 se le concedió la Medalla del Trabajo, junto a Asunción Vela, también profesora y secretaria de las Escuelas de Institutrices y Comercio. En 1944 recibió la Cruz de Alfonso X.